# Karoline af Reuss
Karoline af Reuss (Caroline Elisabeth Ida; 13. juli 1884 − 17. januar 1905) var hertuginde af Sachsen-Weimar. Hun blev gift med hertug Wilhelm Ernst af Sachsen-Weimar i 1903.
Karolines ægteskab blev arrangeret mod hendes vilje, og helt indtil vielsen forsøgte hun af aflyse hele brylluppet, men blev tvunget med vold af kejserparret til at fuldføre vielsen. Hun mistrivedes ved hoffet i Weimar, som på daværende tidspunkt blev anset for at være det mest strikse af alle tyske hoffer, der behandlede den royale familie som dyr i et bur. Det medførte en skandale, da hun flygtede til Schweiz. Hendes ægtefælle besøgte hende i Schweiz, hvor hun forklarede, at hun ikke var flygtet fra ham, men fra hoffet. Mange forsøgte at overtale hende til at vende tilbage til Weimar, men hun fik en svær depression. Det officielle dødsårsag blev angivet til at være lungebetændelse som følge af influenza, selvom flere mener det var selvmord. Hun blev den sidste person, som blev begravet i dynastiets gravkammer i Weimar.